# طائرة يوم القيامة (روسيا)
طائرة يوم القيامة، هي طائرة من فئة يُصطلح على تسميتها بطائرات يوم القيامة، صممت لتكون مركز قيادة محمولًا جوًا ومن المخطط أن تدخل الخدمة ضمن طائرات القوات الجوية الروسية. الطائرة مبنية على هيكل الطائرة التجارية إليوشن إي أل-96 ومن المُقرّر أن تحل محل طائرة إليوشن إل-80 التي شُغّلت في أوائل تسعينيات القرن العشرين. أجِّل إنتاج الطائرة مرات عدة، ومن المقرر أن يبدأ إنتاجها في عام 2024.